# Supercoppa d'Irlanda
La Supercoppa d'Irlanda o Supercoppa irlandese di calcio, denominata in inglese President of Ireland's Cup o, più semplicemente, President's Cup, è una competizione annuale organizzata dalla FAI in cui si affrontano in gara unica i campioni d'Irlanda in carica e i detentori della Coppa d'Irlanda. 
Similmente ad alcune altre competizioni omologhe giocate in realtà estere, essa serve sia a consegnare il primo trofeo domestico dell'anno che a dare ufficiosamente l'avvio alla nuova stagione calcistica.

## Nome
Dal momento che il torneo è organizzato dalla Federcalcio irlandese, talvolta questo viene colloquialmente chiamato FAI President's Cup, significante letteralmente "Coppa del Presidente della FAI"; tuttavia, il president cui ci si riferisce nella denominazione formale è il presidente irlandese, non il presidente federale della FAI. 

## Storia

### Versioni precedenti
In precedenza, prima di lanciare il proprio nuovo format, la FAI aveva patrocinato e organizzato competizioni molto simili nella forma, quale la Top Four Cup, o nella denominazione, come la FAI Super Cup, all'odierna Supercoppa irlandese, ma tutte queste versioni antesignane, alquanto remote nel tempo e conclusesi già da svariati anni, spinsero la FAI a svecchiare e creare una nuova competizione.
Da segnalare che la FAI non fu l'unica organizzatrice di coppe congeneri, siccome anche la Leinster Football Association promosse e coordinò lo svolgimento della LFA President's Cup, competizione rassomigliante de facto a una supercoppa nazionale e che proseguì per oltre settant'anni, fino al nuovo millennio. 

### Il trofeo attuale

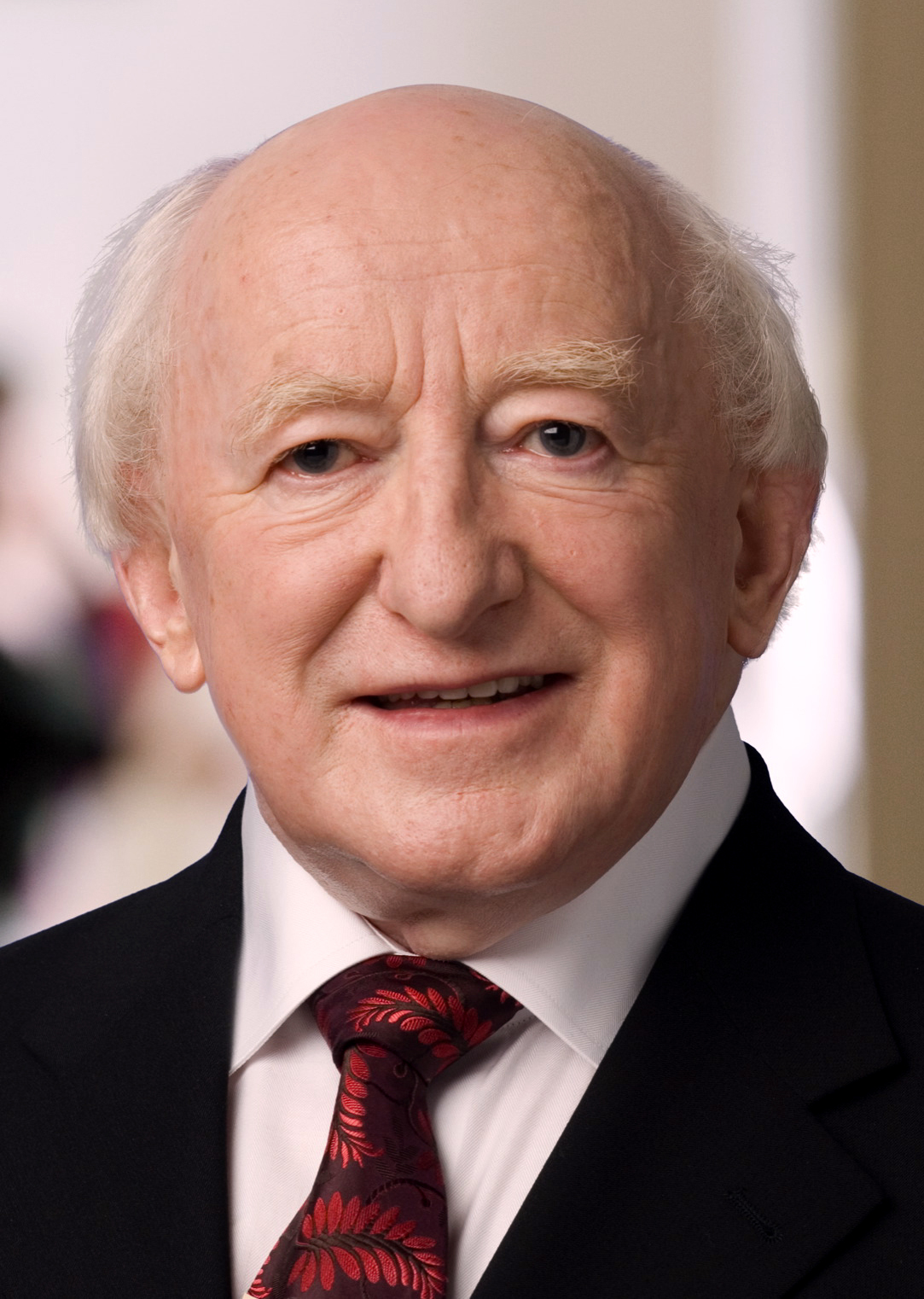
Michael D. Higgins, presidente irlandese dal 2011 (riconfermato nel 2018), è intervenuto in occasione di tutte le edizioni fin qui disputate della Supercoppa irlandese, consegnando, durante la cerimonia di chiusura, il trofeo ai vincitori.

La competizione è stata inaugurata e ha visto la sua prima edizione nel 2014, istituita ufficialmente dalla FAI. Michael D. Higgins, capo di Stato in carica a seguito del trionfo conseguito nel 2011, presenzia ad ogni cerimonia d'apertura e consegna personalmente il trofeo ai vincitori.
La prima edizione è stata disputata precisamente il 2 marzo 2014 presso l'impianto del Richmond Park di Dublino in una sfida tra la squadra campione della Premier Division 2013, il St Patrick's, e la squadra campione della FAI Cup 2013, lo Sligo Rovers. Il 25 febbraio 2014 la stessa coppa, riconoscimento della manifestazione, è stata ufficialmente mostrata al pubblico attraverso una cerimonia tenutasi presso l'Áras an Uachtaráin, residenza presidenziale, alla presenza di Higgins; all'incontro c'erano anche Liam Buckley e Ger O'Brien, rispettivamente manager e capitano del St Patrick's, e Ian Baraclough con Gavin Peers, manager e capitano dello Sligo Rovers. Il 2 marzo 2014, sotto gli occhi del presidente Higgins, l'edizione inaugurale si concluse con una vittoria di misura della squadra sorteggiata come locale: i Supersaints si imposero infatti per 1-0 sui Rovers grazie alla marcatura decisiva segnata dall'uomo partita Keith Fahey.
L'anno successivo il trofeo viene vinto dal Dundalk.

## Albo d'oro
| Anno | Vincitore                                               | Risultato                                               | Finalista                                               |
| ---- | ------------------------------------------------------- | ------------------------------------------------------- | ------------------------------------------------------- |
| 2014 | St Patrick's                                            | 1-0                                                     | Sligo Rovers                                            |
| 2015 | Dundalk                                                 | 2-1                                                     | St Patrick's                                            |
| 2016 | Cork City                                               | 2-0                                                     | Dundalk                                                 |
| 2017 | Cork City                                               | 3-0                                                     | Dundalk                                                 |
| 2018 | Cork City                                               | 4-2                                                     | Dundalk                                                 |
| 2019 | Dundalk                                                 | 2-1                                                     | Cork City                                               |
| 2020 | Titolo non assegnato a causa della pandemia di COVID-19 | Titolo non assegnato a causa della pandemia di COVID-19 | Titolo non assegnato a causa della pandemia di COVID-19 |
| 2021 | Dundalk                                                 | 1-1 (4-3 dtr)                                           | Shamrock Rovers                                         |
| 2022 | Shamrock Rovers                                         | 1-1 (5-4 dtr)                                           | St Patrick's                                            |
| 2023 | Derry City                                              | 2-0                                                     | Shamrock Rovers                                         |
| 2024 | Shamrock Rovers                                         | 3-1                                                     | St Patrick's                                            |

## Statistiche

### Titoli per club
| Club            | Vittorie | Sconfitte | Anni vittorie    | Anni sconfitte   |
| --------------- | -------- | --------- | ---------------- | ---------------- |
| Cork City       | 3        | 1         | 2016, 2017, 2018 | 2019             |
| Dundalk         | 3        | 3         | 2015, 2019, 2021 | 2016, 2017, 2018 |
| Shamrock Rovers | 2        | 2         | 2022, 2024       | 2021, 2023       |
| St Patrick's    | 1        | 3         | 2014             | 2015, 2022, 2024 |
| Derry City      | 1        | 0         | 2023             |                  |
| Sligo Rovers    | 0        | 1         |                  | 2014             |

### Titoli per città
| Città   | Titoli | Squadre vincenti                  |
| ------- | ------ | --------------------------------- |
| Cork    | 3      | Cork City                         |
| Dundalk | 3      | Dundalk                           |
| Dublino | 3      | St Patrick's, Shamrock Rovers (2) |
| Derry   | 1      | Derry City                        |